# Contea di Linn (Missouri)
La contea di Linn in inglese Linn County è una contea dello Stato del Missouri, negli Stati Uniti. La popolazione al censimento del 2000 era di 13 754 abitanti. Il capoluogo di contea è Linneus